# Diplazium wolfii
Diplazium wolfii là một loài thực vật có mạch trong họ Woodsiaceae. Loài này được Hieron. miêu tả khoa học đầu tiên năm 1908.